# Список полных кавалеров ордена Трудовой Славы/Э
В настоящем списке представлены в алфавитном порядке полные кавалеры ордена Трудовой Славы, чьи фамилии начинаются с буквы «Э». Список содержит информацию о датах Указов о присвоении звания, профессии награждённых, дате рождения и дате смерти. В настоящее время список не является завершённым и нуждается в дополнениях и уточнениях.
| № | Фамилия, имя, отчество       | Даты жизни        | Профессия | Дата Указа и номер ордена                                               | ГС       |
| - | ---------------------------- | ----------------- | --- | ----------------------------------------------------------------------- | -------- |
| 1 | Энгель, Александр Эдуардович | род. 1934         | Бригадир машинистов экскаватора разреза «Лучегорский» производственного объединения «Приморскуголь» Министерства угольной промышленности СССР, Приморский край | 3 ст. 21.04.1975 № 37150 2 ст. 02.03.1981 № 9603 1 ст. 29.04.1986 № 252 | [ ГС 1 ] |
| 2 | Этекьев, Ивва Иччевич        | 1928 — 18.12.2009 | Звеньевой оленеводческого совхоза «Тигильский» Тигильского района Корякского автономного округа                                                                | 3 ст. 14.02.1975 № 13283 2 ст. 23.12.1976 № 1562 1 ст. 12.12.1983 № 60  | [ ГС 2 ] |